# NGC 1450
NGC 1450 este o galaxie situată în constelația Eridanul. A fost descoperită în 22 octombrie 1886 de către Lewis A. Swift.